# Grande Prêmio de Singapura de 2018
Grande Prêmio de Singapura de 2018 (formalmente denominado Formula 1 2018 Singapore Airlines Singapore Grand Prix) foi a décima quinta etapa da temporada de 2018 da Fórmula 1. Foi disputada em 16 de setembro de 2018 no Circuito Urbano de Marina Bay, Singapura.

## Relatório

### Treino Classificatório
Q1
Sob as luzes do Circuito de Marina Bay, o Q1 começou com todo o grid partindo para a pista com os compostos mais macios do fim de semana, o hipermacio. O primeiro tempo bom foi anotado por Kimi Raikkonen, que chegou a liderar o primeiro treino livre, com 1m38s534. Mas Ricciardo aproveitou a vantagem do carro da RBR nesta pista para melhorar a marca e fazer 1m38s153. O tempo permaneceu intocado até o fim da sessão.
A Mercedes, que trouxe poucos jogos dos pneus hipermacios, fez sua segunda tentativa de volta rápida com os ultra. Com isso, Bottas Hamilton avançaram em uma posição perigosa para o Q2, com o finlandês em 11º e, Hamilton, em 14º.
Eliminados: Kevin Magnussen (Haas), Brendon Hartley (Toro Rosso), Stoffel Vandoorne (McLaren), Sergey Sirotkin (Williams) e Lance Stroll (Williams).
Q2
Ferrari e Mercedes não perderam tempo e saíram dos boxes assim que o cronômetro começou a rodar. Enquanto a dupla do time alemão deixou os boxes com os hipermacios, o pessoal de Maranello escolheu outra tática e foi com os ultramacios. E Hamilton, de cara, massacrou todos os tempos do fim de semana para registrar um novo recorde da pista, com 1m37s344. Mas Verstappen não demorou muito para superar o rival e colocar a RBR no topo, com 1m37s214.
Como a tática da Ferrari não funcionou muito, os pilotos voltaram aos boxes para fazer como o resto do grid colocar os pneus mais macios do fim de semana. E a mudança funcionou. Kimi Raikkonen superou Max ao anotar 1m37s194 e pular para o topo. Em sua última volta rápida, Vettel encontrou muito tráfego, acabou atrapalhado e terminou o Q2 no quinto lugar, a 0s682 do companheiro finlandês.
Eliminados: Fernando Alonso (McLaren), Carlos Sainz Jr. (Renault), Charles Leclerc (Sauber), Marcus Ericsson (Sauber) e Pierre Gasly (Toro Rosso).
Q3
Na primeira saída dos boxes no Q3, melhor para a Mercedes. Lewis Hamilton tirou um temporal da cartola e fez 1m36s015, esmagando todos os tempos do fim de semana e o recorde de pista, jogando toda a pressão para os rivais. A marca foi nada menos que 3s5 mais veloz que a pole de Vettel de 2017. E apesar das diversas tentativas, ninguém foi apto a superar o tempo do britânico, que conquistou a 79ª pole da carreira, aumentando ainda mais a marca histórica da Fórmula 1.

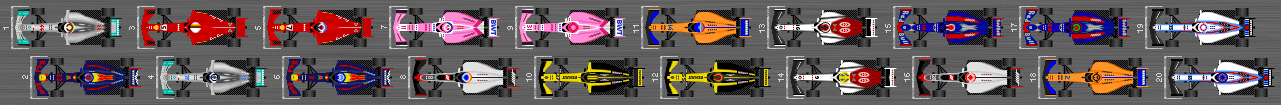
Grid de Largada

### Corrida
A largada foi muito favorável a Lewis Hamilton, que manteve a ponta depois de partir da pole-position. Max Verstappen se segurou em segundo, mas quase tocou com Sebastian Vettel antes da primeira curva. Na sequência da volta de abertura da corrida, Sergio Pérez e Esteban Ocon se chocaram na entrada da curva 3. O francês levou a pior e bateu no muro, destruindo o lado direito do carro. Em seguida, Vettel fez a ultrapassagem sobre Verstappen antes que a direção de prova acionasse a entrada do safety-car.
Via rádio, Pérez pediu desculpas à equipe: "Sinto muito, caras, não havia espaço. Basicamente, não vi que ele estava ali", disse o mexicano. Também via rádio, Ocon reclamou: "'Checo' me acertou de forma muito ruim, muito ruim", disparou. Em entrevista à transmissão da F1, o piloto continuou. "Acho que todo mundo viu o que aconteceu. Não vou comentar nada ainda, quero ver as imagens e discutir primeiro com a equipe".
O safety-car deixou a pista, e a bandeira verde voltou a tremular na quinta volta. Hamilton provou novamente que faz relargadas como ninguém na F1 atual e aproveitou para abrir boa vantagem perante Vettel. O alemão, mais atrás, buscava não perder contato em relação ao seu adversário na briga pelo penta. Voltas depois, mesmo com a ativação da zona de DRS, a corrida continuava muito tática, mas sem muitas lutas por posição. A preocupação era a performance dos pneus hipermacios.
Antes das esperadas paradas para trocas de pneus, Singapura recebia uma surpresa dos céus com uma fina garoa que dava as caras em Marina Bay. Hamilton buscava acelerar ao máximo para conseguir abrir vantagem suficiente para manter a liderança após seu pit-stop em uma corrida bastante estratégica. Até que Vettel foi o primeiro a fazer sua parada e colocou ultramacios no lugar dos hipermacios com 15 voltas de prova. Uma estratégia diferente e que indicava a possibilidade de uma nova parada no fim.
Na volta seguinte, foi a vez de Hamilton fazer o pit-stop. A Mercedes espetou pneus macios para o britânico ir até o fim da prova sem precisar de uma nova parada. Lewis voltou à frente de Vettel, que tinha a Force India de Pérez adiante. Verstappen assumiu a liderança provisória da corrida na esteira das paradas dos líderes.
Vettel perdeu muito tempo atrás da Force India e demorou para fazer a ultrapassagem sobre Pérez. Em seguida, Verstappen fez sua parada na volta 18. A Red Bull trabalhou muito bem e conseguiu devolver o holandês à frente da Ferrari, que sofria um grande revés na estratégia. Seb já admitia o fracasso na escolha pelos ultramacios: "Esses pneus não aguentam até o fim".
Também como parte da estratégia, Räikkönen seguia na pista e era o líder provisório. O 'Homem de Gelo' estava 2s5 à frente de Daniel Ricciardo, o segundo, enquanto Hamilton era quem tinha a liderança de fato dentre os pilotos que já haviam feito suas paradas. Kimi finalmente fez o pit-stop na volta 23, mas a Ferrari adotou estratégia diferente em relação a Vettel: pneus macios para o finlandês. Verstappen vinha fazendo um stint excelente com os pneus macios, enquanto Fernando Alonso se destacava entre os coadjuvantes e vinha numa muito positiva sétima posição. 
Enquanto Ricciardo seguia sem fazer sua parada, mais gotas de chuva davam o ar da graça no circuito de Marina Bay e davam um ar de incerteza e imprevisibilidade à corrida. Ao mesmo tempo, Pierre Gasly, que ainda não havia feito sua parada, resistia bravamente mesmo com seus pneus hipermacios no fim. Mas o francês não conseguiu evitar a ultrapassagem de Charles Leclerc,que venceu o duelo entre os futuros pilotos de Red Bull e Ferrari.
Com 28 voltas de corrida, Ricciardo finalmente fez o pit-stop, em apenas 2s3. A Red Bull optou pelos ultramacios para o segundo stint da corrida do australiano, que voltou à sua posição original, sexto. Aí Hamilton retomava de vez a liderança. E Pérez, que fez um bom começo de corrida e estava entre os sete primeiros, despencou por conta da estratégia adotada pela Force India, que optou pelos ultramacios e o devolveu atràs das Williams de Lance Stroll e Sergey Sirotkin.
Enquanto Hamilton tinha dianteira confortável perante Verstappen e Vettel seguia apagado, a transmissão da corrida se dedicava ao conronto entre Sirotkin e Pérez, que valia apenas a 13ª posição. Confronto que terminou em batida. Sem muita paciência para superar o rival, o mexicano colocou o carro de lado para ultrapassar a Williams, mas acertou o russo e ficou com o pneu traseiro esquerdo furado. Uma jornada desastrosa de 'Checo' em Singapura, que foi punido pela direção de prova com um drive-through.
A prova chegava a um dos momentos decisivos porque Hamilton pegava intenso tráfego à frente, além de ter de lidar com o desgaste dos pneus. Assim, a diferença de Lewis para Verstappen despencou. Romain Grosjean não abriu passagem e quase se chocou com a Williams de Sirotkin, os dois à frente de Hamilton. Assim, Max encostou de vez em Hamilton e trouxe Vettel junto. A corrida, que era bem morna, ganhava um novo sabor. Mas o franco-suíço foi punido em 5s por ignorar as bandeiras azuis.
Mas depois que o pelotão se juntou, Hamilton mostrou novamente sua superioridade perante os rivais em Singapura e voltou a abrir vantagem, enfiando mais de 3s sobre Verstappen com 41 voltas completadas. A 20 giros do fim, era questão de tempo para o britânico pavimentar mais um pouco do caminho rumo ao penta.
Alonso tinha seu momento de brilho na corrida e marcava a melhor volta, 1min43s518, usando pneus macios. O espanhol vinha na sétima posição, sendo o melhor do resto do grid, enquanto Carlos Sainz, seu sucessor na McLaren, vencia o duelo com Marcus Ericsson — outro bom nome da noite — pelo oitavo lugar. Mas depois de ter feito o pit-stop, o sueco caiu para 11º. Charles Leclerc subiu para nono, enquanto Hülkenberg fechava a lista dos dez primeiros.
Nas voltas finais, Kevin Magnussen teve um brilhareco e fez a melhor volta. Um raro momento positivo na jornada do dinamarquês, que sempre andou entre os últimos com a Haas durante a corrida. Mais à frente, os apagadíssimos Bottas e Räikkönen disputavam o quarto lugar, com Ricciardo acompanhando tudo de perto. Mas ninguém foi capaz de ultrapassar.
Ao fim de 61 voltas, Hamilton cruzou a linha de chegada e confirmou sua sétima vitória na temporada. Um triunfo na esteira de uma pole espetacular e de um domingo perfeito. Soberano, Lewis segue firme rumo ao quinto título mundial, enquanto Vettel tem de lamentar outro duro revés no ano mesmo tendo o melhor carro do grid.

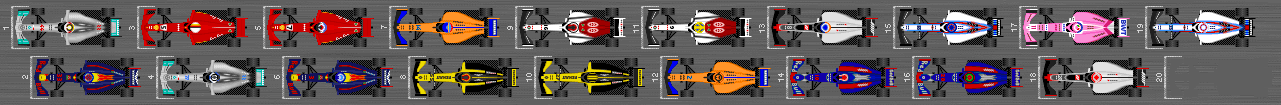
Resultado da corrida

## Pneus
| Nome do composto | Cor | Banda de rolamento | Condições de Tempo | Dry Type  | Aderência      | Longevidade   |
| ---------------- | --- | ------------------ | ------------------ | --------- | -------------- | ------------- |
| Hiper Macio      |     | Slick (P Zero)     | Seco               | Hypersoft | Mais aderência | Menos durável |
| Ultra Macio      |     | Slick (P Zero)     | Seco               | Ultrasoft | Médio          | Médio         |
| Macio            |     | Slick (P Zero)     | Seco               | Soft      | Médio          | Médio         |

| Escolhas de Pneus de cada piloto para o GP de Singapura: | Escolhas de Pneus de cada piloto para o GP de Singapura: | Escolhas de Pneus de cada piloto para o GP de Singapura: | Escolhas de Pneus de cada piloto para o GP de Singapura: | Escolhas de Pneus de cada piloto para o GP de Singapura: | Escolhas de Pneus de cada piloto para o GP de Singapura: |
| -------------------------------------------------------- | -------------------------------------------------------- | -------------------------------------------------------- | -------------------------------------------------------- | -------------------------------------------------------- | -------------------------------------------------------- |
| Nº                                                       | Pilotos                                                  | Equipe(s)                                                | Macio                                                    | Ultra Macio                                              | Hiper Macio                                              |
| 44                                                       | Lewis Hamilton                                           | Mercedes                                                 |                                                          |                                                          |                                                          |
| 77                                                       | Valtteri Bottas                                          | Mercedes                                                 |                                                          |                                                          |                                                          |
| 5                                                        | Sebastian Vettel                                         | Ferrari                                                  |                                                          |                                                          |                                                          |
| 7                                                        | Kimi Räikkönen                                           | Ferrari                                                  |                                                          |                                                          |                                                          |
| 3                                                        | Daniel Ricciardo                                         | Red Bull-TAG Heuer                                       |                                                          |                                                          |                                                          |
| 33                                                       | Max Verstappen                                           | Red Bull-TAG Heuer                                       |                                                          |                                                          |                                                          |
| 11                                                       | Sergio Pérez                                             | Force India-Mercedes                                     |                                                          |                                                          |                                                          |
| 31                                                       | Esteban Ocon                                             | Force India-Mercedes                                     |                                                          |                                                          |                                                          |
| 18                                                       | Lance Stroll                                             | Williams-Mercedes                                        |                                                          |                                                          |                                                          |
| 35                                                       | Sergey Sirotkin                                          | Williams-Mercedes                                        |                                                          |                                                          |                                                          |
| 55                                                       | Carlos Sainz Jr.                                         | Renault                                                  |                                                          |                                                          |                                                          |
| 27                                                       | Nico Hülkenberg                                          | Renault                                                  |                                                          |                                                          |                                                          |
| 10                                                       | Pierre Gasly                                             | Toro Rosso-Honda                                         |                                                          |                                                          |                                                          |
| 28                                                       | Brendon Hartley                                          | Toro Rosso-Honda                                         |                                                          |                                                          |                                                          |
| 8                                                        | Romain Grosjean                                          | Haas-Ferrari                                             |                                                          |                                                          |                                                          |
| 20                                                       | Kevin Magnussen                                          | Haas-Ferrari                                             |                                                          |                                                          |                                                          |
| 14                                                       | Fernando Alonso                                          | McLaren-Renault                                          |                                                          |                                                          |                                                          |
| 2                                                        | Stoffel Vandoorne                                        | McLaren-Renault                                          |                                                          |                                                          |                                                          |
| 9                                                        | Marcus Ericsson                                          | Sauber-Ferrari                                           |                                                          |                                                          |                                                          |
| 16                                                       | Charles Leclerc                                          | Sauber-Ferrari                                           |                                                          |                                                          |                                                          |

## Resultados

### Treino Classificatório
| Pos.                     | Nº | Piloto            | Construtor            | Q1       | Q2       | Q3       | Grid |
| ------------------------ | -- | ----------------- | --------------------- | -------- | -------- | -------- | ---- |
| 1                        | 44 | Lewis Hamilton    | Mercedes              | 1:39.403 | 1:37.344 | 1:36.015 | 1    |
| 2                        | 33 | Max Verstappen    | Red Bull-TAG Heuer    | 1:38.751 | 1:37.214 | 1:36.334 | 2    |
| 3                        | 5  | Sebastian Vettel  | Ferrari               | 1:38.218 | 1:37.876 | 1:36.628 | 3    |
| 4                        | 77 | Valtteri Bottas   | Mercedes              | 1:39.291 | 1:37.254 | 1:36.702 | 4    |
| 5                        | 7  | Kimi Räikkönen    | Ferrari               | 1:38.534 | 1:37.194 | 1:36.794 | 5    |
| 6                        | 3  | Daniel Ricciardo  | Red Bull-TAG Heuer    | 1:38.153 | 1:37.406 | 1:36.996 | 6    |
| 7                        | 11 | Sergio Pérez      | Racing Point-Mercedes | 1:38.814 | 1:38.342 | 1:37.985 | 7    |
| 8                        | 8  | Romain Grosjean   | Haas-Ferrari          | 1:38.685 | 1:38.367 | 1:38.320 | 8    |
| 9                        | 31 | Esteban Ocon      | Racing Point-Mercedes | 1:38.912 | 1:38.534 | 1:38.365 | 9    |
| 10                       | 27 | Nico Hülkenberg   | Renault               | 1:38.932 | 1:38.450 | 1:38.588 | 10   |
| 11                       | 14 | Fernando Alonso   | McLaren-Renault       | 1:39.022 | 1:38.641 |          | 11   |
| 12                       | 55 | Carlos Sainz Jr.  | Renault               | 1:39.103 | 1:38.716 |          | 12   |
| 13                       | 16 | Charles Leclerc   | Sauber-Ferrari        | 1:39.206 | 1:38.747 |          | 13   |
| 14                       | 9  | Marcus Ericsson   | Sauber-Ferrari        | 1:39.366 | 1:39.453 |          | 14   |
| 15                       | 10 | Pierre Gasly      | Toro Rosso-Honda      | 1:39.614 | 1:39.691 |          | 15   |
| 16                       | 20 | Kevin Magnussen   | Haas-Ferrari          | 1:39.644 |          |          | 16   |
| 17                       | 28 | Brendon Hartley   | Toro Rosso-Honda      | 1:39.809 |          |          | 17   |
| 18                       | 2  | Stoffel Vandoorne | McLaren-Renault       | 1:39.864 |          |          | 18   |
| 19                       | 35 | Sergey Sirotkin   | Williams-Mercedes     | 1:41.263 |          |          | 19   |
| 20                       | 18 | Lance Stroll      | Williams-Mercedes     | 1:41.334 |          |          | 20   |
| Tempo dos 107%: 1:45.023 |    |                   |                       |          |          |          |      |
| Fonte:                   |    |                   |                       |          |          |          |      |

### Corrida
| Pos.   | Nu. | Piloto            | Construtor            | Voltas | Tempo/Retirado | Grid | Pontos |
| ------ | --- | ----------------- | --------------------- | ------ | -------------- | ---- | ------ |
| 1      | 44  | Lewis Hamilton    | Mercedes              | 61     | 1:51:11.611    | 1    | 25     |
| 2      | 33  | Max Verstappen    | Red Bull-TAG Heuer    | 61     | +8.961s        | 2    | 18     |
| 3      | 5   | Sebastian Vettel  | Ferrari               | 61     | +39.945        | 3    | 15     |
| 4      | 77  | Valtteri Bottas   | Mercedes              | 61     | +51.930        | 4    | 12     |
| 5      | 7   | Kimi Räikkönen    | Ferrari               | 61     | +53.001        | 5    | 10     |
| 6      | 3   | Daniel Ricciardo  | Red Bull-TAG Heuer    | 61     | +53.982        | 6    | 8      |
| 7      | 14  | Fernando Alonso   | McLaren-Renault       | 61     | +1:43.011      | 11   | 6      |
| 8      | 55  | Carlos Sainz Jr.  | Renault               | 60     | +1 volta       | 12   | 4      |
| 9      | 16  | Charles Leclerc   | Sauber-Ferrari        | 60     | +1 volta       | 13   | 2      |
| 10     | 27  | Nico Hülkenberg   | Renault               | 60     | +1 volta       | 10   | 1      |
| 11     | 9   | Marcus Ericsson   | Sauber-Ferrari        | 60     | +1 volta       | 14   |        |
| 12     | 2   | Stoffel Vandoorne | McLaren-Renault       | 60     | +1 volta       | 18   |        |
| 13     | 10  | Pierre Gasly      | Toro Rosso-Honda      | 60     | +1 volta       | 15   |        |
| 14     | 18  | Lance Stroll      | Williams-Mercedes     | 60     | +1 volta       | 20   |        |
| 15     | 8   | Romain Grosjean   | Haas-Ferrari          | 60     | +1 volta1      | 8    |        |
| 16     | 11  | Sergio Pérez      | Racing Point-Mercedes | 60     | +1 volta       | 7    |        |
| 17     | 28  | Brendon Hartley   | Toro Rosso-Honda      | 60     | +1 volta       | 17   |        |
| 18     | 20  | Kevin Magnussen   | Haas-Ferrari          | 59     | +2 voltas      | 16   |        |
| 19     | 35  | Sergey Sirotkin   | Williams-Mercedes     | 59     | +2 voltas      | 19   |        |
| DNF    | 31  | Esteban Ocon      | Racing Point-Mercedes | 0      | Acidente       | 9    |        |
| Fonte: |     |                   |                       |        |                |      |        |

Notas
- ↑1  – Romain Grosjean (Haas) recebeu uma penalidade de 5 segundos a mais no seu tempo final de corrida por ignorar bandeiras azuis.

## Curiosidade
- Kevin Magnussen registrou sua primeira volta mais rápida de sua carreira, sendo também, a primeira volta mais rápida da equipe Haas e a primeira volta mais rápida para um piloto dinamarquês na história da F1.

## Voltas na Liderança
- Commons

| Nº de Voltas | Piloto           | Voltas           |
| ------------ | ---------------- | ---------------- |
| 49           | Lewis Hamilton   | (1-14) e (27-61) |
| 5            | Daniel Ricciardo | (22-26)          |
| 4            | Kimi Räikkönen   | (18-21)          |
| 3            | Max Verstappen   | (15-17)          |

## 2018DHLFastest Pit Stop Award

### Resultado
| 1      |  |  |  |  | 25 |
| 2      |  |  |  |  | 18 |
| 3      |  |  |  |  | 15 |
| 4      |  |  |  |  | 12 |
| 5      |  |  |  |  | 10 |
| 6      |  |  |  |  | 8  |
| 7      |  |  |  |  | 6  |
| 8      |  |  |  |  | 4  |
| 9      |  |  |  |  | 2  |
| 10     |  |  |  |  | 1  |
| Fonte: |  |  |  |  |    |

### Classificação
| Tabela do DHL Fastest Pit Stop Award \| Pos \| Construtor \| Pontos \| Var \| \| --- \| ---------- \| ------ \| --- \| \| 1 \| \| \| \| \| 2 \| \| \| \| \| 3 \| \| \| \| \| 4 \| \| \| \| \| 5 \| \| \| \| \| 6 \| \| \| \| \| 7 \| \| \| \| \| 8 \| \| \| \| \| 9 \| \| \| \| \| 10 \| \| \| \| |            |        |     |
| Pos | Construtor | Pontos | Var |
| 1 |            |        |     |
| 2 |            |        |     |
| 3 |            |        |     |
| 4 |            |        |     |
| 5 |            |        |     |
| 6 |            |        |     |
| 7 |            |        |     |
| 8 |            |        |     |
| 9 |            |        |     |
| 10 |            |        |     |

## Tabela do campeonato após a corrida
Somente as cinco primeiras posições estão incluídas nas tabelas.
| Pos | Piloto           | Pontos | Var     |
| --- | ---------------- | ------ | ------- |
| 1   | Lewis Hamilton   | 281    | Estável |
| 2   | Sebastian Vettel | 241    | Estável |
| 3   | Kimi Raikkonen   | 174    | Estável |
| 4   | Valtteri Bottas  | 171    | Estável |
| 5   | Max Verstappen   | 148    | Estável |

| Pos | Construtor         | Pontos | Var     |
| --- | ------------------ | ------ | ------- |
| 1   | Mercedes           | 452    | Estável |
| 2   | Ferrari            | 415    | Estável |
| 3   | Red Bull-TAG Heuer | 274    | Estável |
| 4   | Renault            | 91     | Estável |
| 5   | Haas-Ferrari       | 76     | Estável |